# Пеннер, Менахем
Менахем (Марк) Пеннер (ивр. מנחם פעננער‎, род. 1971) — американский ортодоксально-модернистский раввин и исполнительный вице-президент Совета раввинов Америки. Ранее он занимал должность декана имени Макса и Мэрион Грилл в теологической семинарии раввина Исаака Эльханана в Иешива-университете и декана мужской программы бакалавриата по изучению Торы в Иешива-университете. Пеннер — почётный раввин организации «Молодой Израиль» в Холлисвуде. 

## Образование
После окончания средней школы в 1988 году Пеннер поступил в ешиву «Хар Эцион», которую тогда возглавляли Аарон Лихтенштейн и Йехуда Амиталь. В 1991 году он окончил Иешива-колледж, а в 1994 году получил смиху в теологической семинарии раввина Исаака Эльханана. 

## Карьера
Пеннер в течение 20 лет был духовным лидером «Молодого Израиля» в Холлисвуде в Куинсе, на эту должность он был избран в 1996 году. Теперь он почётный раввин. Он продолжает преподавать, уделяя особое внимание Танаху, Тфиле и Махшаве в Куинсе и в общинах по всему миру. 
В 2013 году Пеннер был избран деканом имени Макса и Мэрион Грилл теологической семинарии раввина Исаака Эльханана. Он стал преемником Йоны Рейсса и приступил к исполнению обязанностей декана 1 июля 2013 года. В декабре 2023 года было объявлено, что раввин Пеннер покидает теологическую семинарию раввина Исаака Эльханана и вступает в новую должность вице-президента Совета раввинов Америки. 

## Личная жизнь
Пеннер — родитель человека с особыми потребностями (ограниченными возможностями). Он выступает по всем Соединённым Штатам Америки с докладами о проблемах семей, сталкивающихся с инвалидностью. У Пеннера также есть сын, который является членом ЛГБТ-сообщества.